# 奧得河
奧得河（發音：[ˈodra] ⓘ，發音：[ˈɔdra] ⓘ，發音：[ˈoːdɐ] ⓘ）是一條位於中歐的河流。发源於捷克，流經波蘭西部，並構成波蘭與德國之間長187公里的北部國界，為奧得河-尼斯河线的一部份。源源不絕流到什切青以北的什切青潟湖，然後經三條分枝（濟夫納河、斯維納河、佩內河）流向波羅的海。

## 地理環境
奧得河全長854公里：捷克段112公里，波蘭段742公里（包括德國與波蘭之間的部份邊界共187公里），為波蘭第二長河流（僅次於維斯杜拉河）。流域面積達118,861平方公里，波蘭段106,056平方公里（佔89%），捷克段7,217平方公里（佔6%），德國段5,587平方公里（佔5%）。由運河連接到哈弗爾河、施普雷河、維斯杜拉河和高曆加河。流經波蘭的西里西亞省、奧波萊省、下西里西亞省、盧布斯卡省、西波美拉尼亞省及德國的布蘭登堡州和梅克倫堡-前波莫瑞州。  
主流流向什切青潟湖。什切青潟湖位於波德北部，由烏瑟多姆島和沃林島自波羅的海分隔出來。之後經兩島之間的斯維納河流向波美拉尼亞灣。

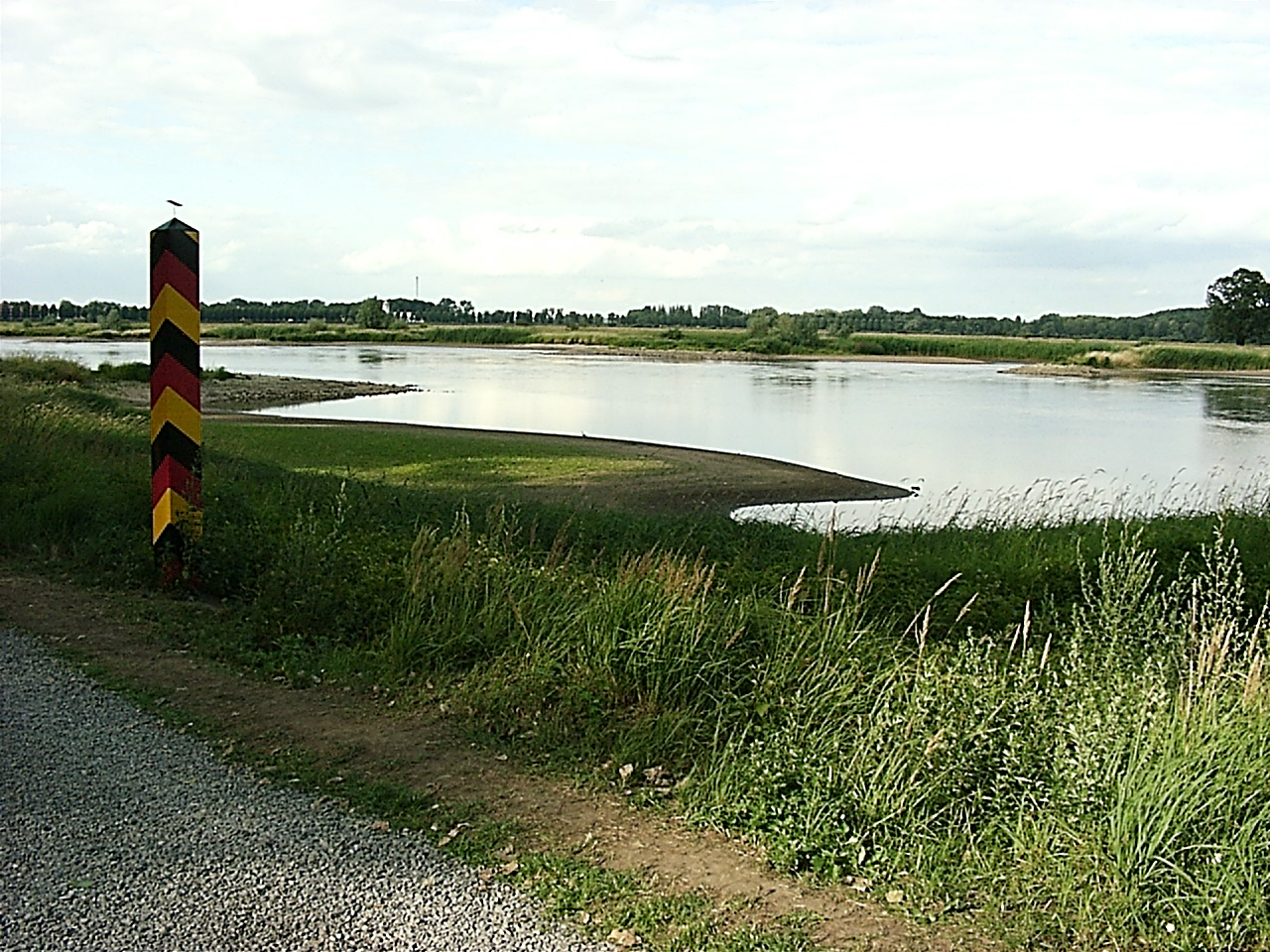
奧得河。由德國奧得河畔法蘭克福望向波蘭的斯烏比采。

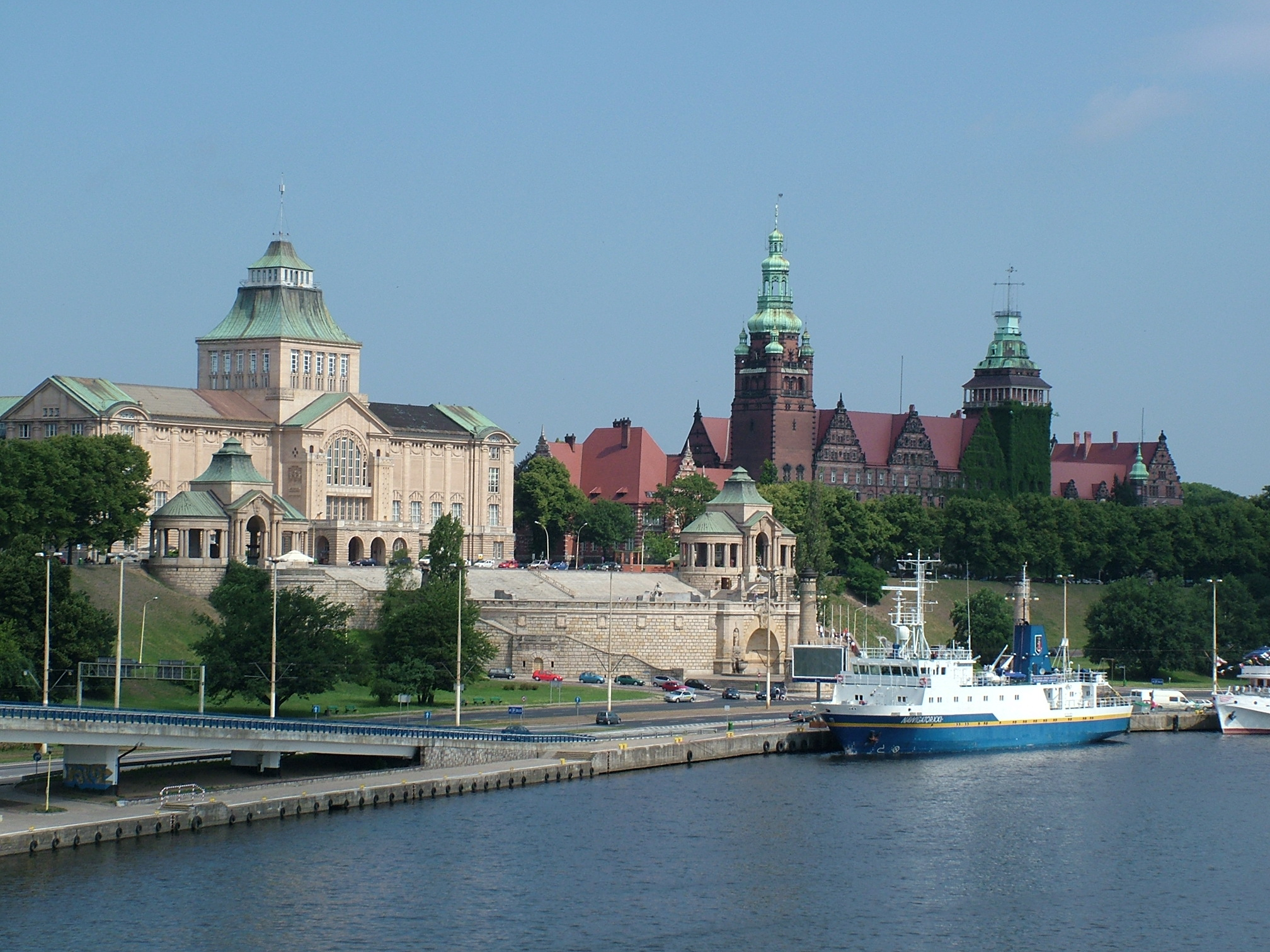
在波兰什切青的奥得河。

## 航運
奧得河大部份河段都能夠航行。

## 歷史
奧得河被羅馬人稱為Viadrus, Viadua，是琥珀之路的一部份。到中世紀時拉丁文獻稱為Odera, Oddera。大約公元990年首次在梅什科一世編寫的Dagome Iudex中被提及，Dagome Iudex主要描述早期波蘭的邊界線。
13世紀，為了保護農地建成奧得河第一道堤壩。
第二次世界大戰之後，奧得河與尼斯河構成奥德河-尼斯河线，成為德國與波蘭的邊界。河流東岸的德國居民都被驅逐到西岸。
2022年8月11日，人们发现奥得河受到污染，至少有10吨死鱼被冲到岸邊。

## 相關主題
- 捷克河流列表
- 德国河流列表
- 波兰河流列表
- 下奧得河河谷國家公園
- 奥得河-尼斯河线